# 扎里奇涅 (新敖德薩區)
47°30′34″N 31°46′8″E / 47.50944°N 31.76889°E
扎里奇涅（烏克蘭語：Зарічне），是烏克蘭南部的村莊，隸屬尼古拉耶夫州的尼古拉耶夫區。該村始建於1796年，面積0.39平方公里，海拔高度29米，2001年人口232，人口密度每平方公里594.9人。